# Michail Kalinin

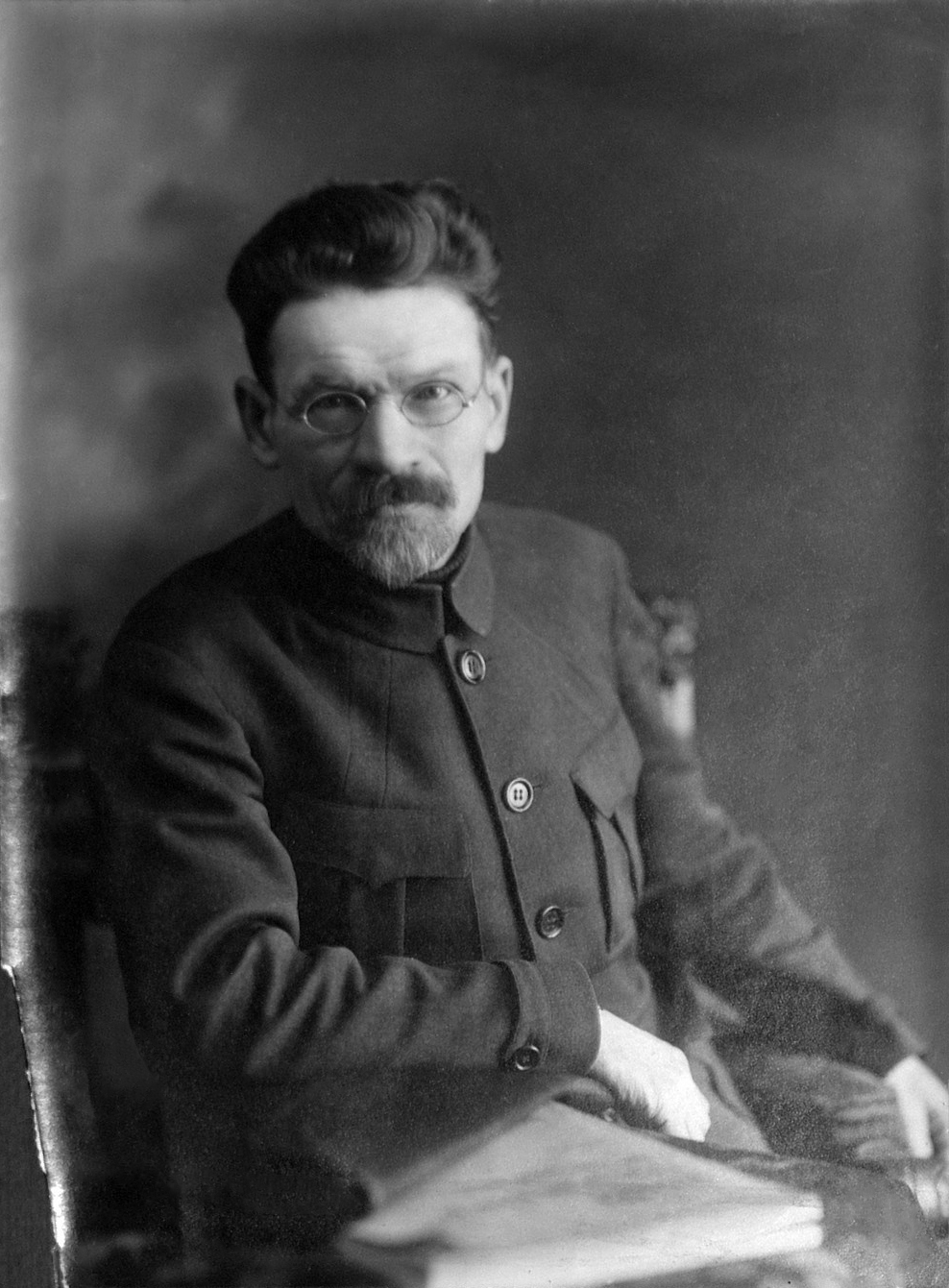
Michail Kalinin

Michail Ivanovitsj Kalinin (Russisch: Михаил Иванович Калинин) (Verchnjaja Troitsa (oblast Tver), 7 november 1875 – Moskou, 3 juni 1946) was een Sovjet-Russisch politicus.

## Vroege carrière
Michail Kalinin, afkomstig uit een familie van kleine boeren, werd in 1898 lid van de Russische Sociaal Democratische Arbeiderspartij. In 1903 werd hij een van de eerste leden van de bolsjewistische (communistische) vleugel van de RSDAP, waar Vladimir Lenin de leiding over had. Tijdens de Eerste Russische Revolutie van 1905 speelde Kalinin een vooraanstaande rol. Hij werd in de sovjet (raad) van Sint-Petersburg gekozen voor de bolsjewieken.
In 1912 werd Kalinin lid van het Centraal Comité van de bolsjewistische partij, lid van het Russische Bureau van het CC en medeoprichter van het dagblad de Pravda ('De Waarheid').

## Staatshoofd van de RSFSR en van de Sovjet-Unie
Na de Oktoberrevolutie, die de communisten aan de macht bracht, werd Kalinin burgemeester van Sint-Petersburg en in december 1917 werd hij lid van de bestuursraad van het Volkscommissariaat (ministerie) van Voedselvoorziening van de Russische Socialistische Federatieve Sovjetrepubliek (RSFSR).
Op 30 maart 1919 volgde hij de overleden Jakov Sverdlov op als voorzitter van het Heel-Russisch Centraal Uitvoerend Comité, en daarmee als staatshoofd van de RSFSR. Op het 10de Congres van de Russische Communistische Partij werd hij tevens kandidaat-lid van het politbureau. Toen Rusland in 1922 opging in de nieuwe Unie van Socialistische Sovjetrepublieken (USSR of Sovjet-Unie) werd Kalinin staatshoofd van de nieuwe Unie, in de hoedanigheid van voorzitter van het presidium van het Centraal Uitvoerend Comité van de USSR. Vanaf 1926 was Kalinin volwaardig lid van het politbureau. Na de invoering van de nieuwe grondwet van 1936 bleef Kalinin staatshoofd, nu als voorzitter van het presidium van de Opperste Sovjet van de USSR. Als staatshoofd van de RSFSR maakte hij echter plaats voor Sergej Syrtsov.
Zijn macht als staatshoofd was echter uiterst beperkt. Zijn rol was vooral ceremonieel, zoals het toekennen van onderscheidingen. Ook moest hij zich uitspreken over gratieverzoeken, zoals bij het toepassen van de doodstraf. Kalinin was daarom medeverantwoordelijk voor de ontelbare executies voor, tijdens en na de Grote Zuivering.
Na de dood van Lenin (1924) braken in de Communistische Partij twisten uit tussen drie facties: de Linkse of Verenigde Oppositie, de Rechtse Oppositie en de aanhangers van Stalin. Kalinin hield zich daar aanvankelijk buiten, hoewel het duidelijk werd dat hij sympathiek stond ten opzichte van de Rechtse Oppositie. Toen Stalin zich vanaf 1926 ook met de Rechtse Oppositie verbond, steunde Kalinin hem. Stalin maakte een einde aan de macht van links, maar schakelde vanaf 1928 ook rechts uit. Omdat Kalinin zichzelf nooit openlijk bij de Rechtse Oppositie had aangesloten en sympathiek stond ten opzichte van Stalin, bleef hij als staatshoofd gehandhaafd.
In 1929 maakte Stalin een begin aan de gedwongen collectivisatie van de landbouw. Kalinin, die van boerenafkomst was, zag weinig heil in deze plannen, maar protesteerde niet.
Medio 1935 werd hij gekozen tot een van de vicevoorzitters voor het samenstellen van de nieuwe Grondwet van de Sovjet-Unie van 1936. Stalin werd de voorzitter. Er was een goede oogst binnengehaald, na misoogsten in de voorgaande jaren, het eerste vijfjarenplan was succesvol afgesloten en de collectivisatie van het boerenbezit was afgerond. Met de overwinning van het socialisme was er, aldus Stalin, "niemand meer om te vechten" en kon de dictatuur van het proletariaat worden versoepeld. Op 5 december 1936 trad de nieuwe grondwet in werking.
Tijdens de Tweede Wereldoorlog, toen meer landen de Sovjet-Unie gingen erkennen, raakte Kalinin iets meer op de voorgrond, omdat hij gemachtigd was om de geloofsbrieven van buitenlandse ambassadeurs en gezanten in ontvangst te nemen, in 1943 onder andere van de Nederlandse ambassadeur. De Nederlandse regering in ballingschap had de Sovjet-Unie in 1942 erkend, omdat die nu eenmaal bondgenoot was geworden tegen nazi-Duitsland.
Na de oorlog werd bij Kalinin kanker geconstateerd en in maart 1946 verkreeg hij eervol ontslag als staatshoofd. Hij overleed in juni 1946. Kalinin bleef tot zijn dood een trouwe aanhanger van Stalin, die hem beloonde met talrijke onderscheidingen.

## Vernoemingen
De stad Tver was in 1931 omgedoopt in Kalinin, maar dat werd in 1990 teruggedraaid. Op 4 juli 1946, kort na Kalinins dood, werd de geannexeerde Duitse stad Koningsbergen in Kaliningrad omgedoopt. De stad Koroljov had dezelfde naam tot 1996.
Veel steden en provincies in de Sovjet-Unie hadden een gebied dat naar Kalinin genoemd was. Enkele bestaan er anno 2020 nog, zoals dat in Sint-Petersburg; andere, zoals het Kalinindistrict van de Estse hoofdstad Tallinn, zijn hernoemd of anderszins van de kaart verdwenen.
- Bibsys: 2030654
- Biblioteca Nacional de España: XX1329076
- Bibliothèque nationale de France: cb11294485s (data)
- Digitale Bibliotheek voor de Nederlandse Letteren: kali005
- Gemeinsame Normdatei: 118559524
- International Standard Name Identifier: 0000 0001 0966 686X
- Library of Congress Control Number: n83141316
- Nationale Bibliotheek van Letland: 000170948
- National Archives and Records Administration: 10570024
- Bibliotheek van het Japanse parlement: 00523080
- Nationale Bibliotheek van Tsjechië: skuk0000657
- Nationale bibliotheek van Australië: 35866570
- Nationale Bibliotheek van Israël: 987007275125005171
- Nationale Bibliotheek van Polen: a0000001856017
- Nationale en Universitaire bibliotheek Zagreb: 000545952
- Nederlandse Thesaurus van Auteursnamen: 070606021
- Système universitaire de documentation: 115566465
- Trove: 1122649
- Virtual International Authority File: 50667132
- WorldCat: E39PBJmtwwQrQPGHHw3GtXxRrq